# Lien Geesink-Sant
Nicolina Charlotte Elise Sant, ook bekend als Tante Lientje en Mevrouw Geesink-Sant (Paramaribo, 20 juli 1909 – aldaar, 28 april 1990) werkte jarenlang als prostituee op de Amsterdamse Wallen. Tijdens de Tweede Wereldoorlog ondersteunde ze alleenstaande Surinaamse moeders en hun kinderen met geld en voedselbonnen.

## Jeugd en werkkring
Nicolina (Lientje) was de dochter van Nicodemus Nicolaas Sant (1884-1912) en Frederika Evelina Theodora Gondel (?- na 1914). Ze had twee oudere broers: William en Hennie. Lientje Sant verloor haar ouders op jonge leeftijd. Zij en haar broers werden geplaatst in het weeshuis van de Evangelische Broeder Gemeente in Paramaribo. Rond 1928 werd ze meegenomen naar Nederland door een zendelingen-echtpaar. Ze werkte als dienstmeisje in hun huis aan de Amsterdamse grachtengordel.
Haar werkgevers voerden een zeer strikt regime, Lientje kreeg slaag en sliep voor straf buiten in het kolenhok. Uiteindelijk zetten haar bazen haar op straat. Ze werkte vervolgens als dienstbode op verschillende adressen in Amsterdam en omgeving. Daarna werd ze danseres in de in 1940 geopende nachtclub La Cubana van zanger-entertainer Max Woiski sr.

## Tweede Wereldoorlog
Als jonge vrouw zonder opleiding, mogelijk analfabeet, belandde ze in 1942 op de Amsterdamse wallen. Haar meest bekende adres was de peeskamer aan de Stoofsteeg 9. Lien was de eerste prostituee van kleur. Over haar Surinaamse afkomst zweeg ze. Ze vertelde dat ze een Afrikaanse prinses was. Vanwege haar exotische uitstraling en haar hazenlip gold ze als een bezienswaardigheid. Ze wist haar uiterlijk in haar voordeel in te zetten – ze verdiende goed aan haar werk op de Wallen. In de buurt en bij haar collega-sekswerkers was ze bekend als Tante Lientje. Haar klanten noemen haar Zwarte Lola. In de Surinaamse gemeenschap werd er met schaamte gesproken over ‘Blaka Lola’.
Lien Sant prostitueerde zich tijdens WO II tegen contante betaling en voor voedselbonnen. Met deze bonnen hield ze armlastige (eenouder) gezinnen in leven, vaak een zwarte moeder met dubbelbloed kinderen. In de hongerwinter aten er regelmatig gasten mee aan haar tafel, omdat zij nog steeds redelijk goed verdiende. Ook later stond Sant bekend om haar vrijgevigheid.
Acteur en theatermaker Frank Wijdenbosch wil anno 2024, dat er in de Stoofsteeg op de Wallen een plaquette komt voor Zwarte Lola. Ze schonk tijdens de Tweede Wereldoorlog een deel van haar winst aan arme gezinnen om te kunnen overleven. Wijdenbosch: "Voor mij is ze een oorlogsheld."

## Na de oorlog
Nicolina Sant trouwde op 31 augustus 1966 in Amsterdam met Anthonius Johannes Geesink (1915-1967), caféhouder en oom van judoka Anton Geesink. Dit huwelijk bleef kinderloos.
Zij noemde zich na haar huwelijk mevrouw Lien Geesink-Sant, zo stond zij bekend in de Indische Buurt. Het echtpaar betrok Soembawastraat 30. In 1967 overleed Geesink.
Tot eind jaren ’70 bleef Lien zich prostitueren, het was haar enige bron van inkomsten. Haar vrijgevigheid en goedgelovigheid zouden er voor hebben gezorgd dat haar verdiensten snel verdampten. Het aantal klanten liep terug. Haar gedrag werd enigszins agressief. Pottenkijkers konden rekenen op een scheldkanonnade. Waarschijnlijk had een vorm van dementie invloed op hoe ze haar omgeving ervaarde. 
Omdat mevrouw Lien niet meer voor zichzelf kon zorgen belandde ze in wooncentrum De Flessenman op de Nieuwmarkt en vanaf 1981 in het Dr. Sarphatihuis. Uiteindelijk werd ze in 1985 met rolstoel en al op het vliegtuig naar Paramaribo gezet. Haar laatste levensjaren sleet zij in verzorgingshuis Albertina waar ze in de lente van 1990 berooid en eenzaam overleed. Zij werd begraven op ‘Vrede en Arbeid’. Acteur Frank Wijdenbosch zorgde ervoor dat er een steen op haar graf kwam.
Van 2001 tot 2003 voerde acteur en theatermaker Frank Wijdenbosch de succesvolle theatershow Blaka Lola op over het leven van Nicolien Sant.
- Biografisch Portaal: 86459787
- Nederlandse Thesaurus van Auteursnamen: 245817654
- Virtual International Authority File: 291297390